# 1842 год в науке
В 1842 году были различные научные и технологические события, некоторые из которых представлены ниже.

## События
12 апреля наблюдалась комета 2P/Энке.

### Публикации
- Юлиус Роберт Фон Майер опубликовал монографию «Bemerkungen über die Kräfte der unbelebten Natur» (Liebig’s «Annalen» XLII, 1842), указал на эквивалентность затрачиваемой работы и производимого тепла и тем обосновал Первый закон термодинамики.

## Достижения человечества

### Открытия

#### Физика
- Дж. Джоуль открыл магнитострикцию[2].
- К. Доплер теоретически обосновал зависимость частоты колебаний, воспринимаемых наблюдателем, от скорости и направления движения источника волн и наблюдателя относительно друг друга (эффект Доплера).

#### Химия
- Н. Н. Зинин впервые получил анилин (реакция Зинина).
- Л. Мельзенсом был предложен способ восстановления галогенопроизводных амальгамами щелочных металлов[3].

#### Биология
- Немецкий эмбриолог Роберт Ремак открыл три эмбриональных зачатка: эктодерму, мезодерму и эндодерму.
- Английский биолог Ричард Оуэн, изучив окаменелости трёх разных видов вымерших рептилий пришёл к выводу, что все они принадлежат представителям нового отряда пресмыкающихся, названного им Dinosauria («ужасные ящеры»).

### Изобретения
- У. Тальбот разработал процесс проявления скрытого фотографического изображения проявляющим раствором, содержащим галловую кислоту. Им же был предложен негативно-позитивный процесс и способ оптической печати с помощью «волшебного фонаря» (фотоувеличителя)[4].
- Б. С. Якоби изобрёл стрелочный электромагнитный телеграфный аппарат[5].
- Д. С. Вулрич изготовил мощный электрогенератор, который вращала паровая машина[6].
- Кроуфорд Уильямсон Лонг впервые делает операцию под наркозом[7].

## Экспедиции
- Начало двухлетней экспедиции Л. А. Загоскина по исследованию Аляски в районе залива Нортон и Коцебу и в бассейнах рек Юкон и Кускокиум.
- Начало трёхлетней экспедиции А. Ф. Миддендорфа в Северную и Восточную Сибирь, на берега Охотского моря и в Амурский край[8].
- Экспедиция П. А. Чихачёва по Алтаю и Западному Саяну[8].
- Окончание экспедиции (1840—1842 гг.) Г. С. Карелина в Туркмению и Казахстан[8].
- Экспедиция Карла Лепсиуса в Египет.

## Родились
- 2 февраля — Юлиан Васильевич Сохоцкий, русский математик польского происхождения. (ум. 1927).
- 26 февраля — Камиль Фламмарион, французский астроном, известный популяризатор астрономии (ум. 1925).
- 1 марта — Фридрих Гельбке (1842—1922) — русский и немецкий педагог и переводчик; доктор наук.
- 8 мая — Эмиль Хансен, датский ботаник, химик и микробиолог (ум. 1909)
- 21 июня –  Виктор Ларжо, французский путешественник, исследователь Африки.
- 31 июля — Иоганн Адлер фон Радингер, австрийский инженер-механик, изобретатель (ум. 1901).
- 23 августа — Осборн Рейнольдс, английский инженер и физик, специалист в области гидравлики (ум. 1912).
- 9 сентября — Элиот Куес, американский военврач, орнитолог, историк и писатель (ум. 1899).
- 20 сентября — Джеймс Дьюар, шотландский физик и химик (ум. 1923).
- 17 октября — Густав Рециус, шведский врач, физиолог и анатом (ум. 1919).
- 12 ноября — Джон Уильям Стретт, британский физик, нобелевский лауреат (ум. 1919).
- 17 декабря — Ли, Софус, норвежский математик (ум. 1899).

## Скончались
- 15 февраля — Арчибальд Мензис, шотландский хирург и натуралист (родился в 1754).
- 28 апреля — Чарльз Белл, шотландский физиолог и анатом (родился в 1774).
- 8 мая — Жюль-Сезар Дюмон-Дюрвиль — французский путешественник, мореплаватель, океанограф (родился в 1790).
- 19 июля — Пьер Пеллетье, французский химик и фармацевт (родился в 1788).
- 16 ноября — Василий Назарович Каразин, русский и украинский учёный, инженер и общественный деятель, основатель Харьковского университета (родился в 1773).